# グレートブリテン共産党
グレートブリテン共産党（グレートブリテンきょうさんとう、英: Communist Party of Great Britain）は、かつて存在したイギリスの共産主義政党。

## 概要
1920年に結党される。思想上コミンテルンの影響を受け、イギリス国内における共産主義活動を行ってきた。
議会下院の庶民院では1922年イギリス総選挙と1924年イギリス総選挙、1935年イギリス総選挙で1議席を得た。しかし、保守党から労働党へと政権交代が実現した1945年イギリス総選挙で2議席を獲得し、最も支持が拡大したのを最後に以後の国政選挙では当選者を出せず、徐々に党勢は低迷していった。党内の路線対立によってレーニン主義派のグレートブリテン共産党 (暫定中央委員会)や親ソ連派の英国共産党が分裂したこともあり、1991年に解散した。
現在でもグレートブリテン共産党の流れを汲む共産主義政党が多数存在する。